# Chimaira (musikgrupp)
Chimaira var ett metalband från Cleveland, Ohio, USA, bildat 1998. Namnet är taget från ordet "chimera" som är ett monster med tre huvuden inom den grekiska mytologin.
Chimaira spelade inte direkt metalcore, vilket är en "extrem" sub-genre av heavy metal, men något åt det hållet. Ett modernt sound, ofta tunga och smått avancerade riffs och trumkomp, och en ganska typisk sångstil till detta.
Bandet upplöstes september 2014.

## Medlemmar
Senaste medlemmar
- Mark Hunter – sång (1998–2014, 2017)
- Rob Arnold – sologitarr (1999–2011, 2017)
- Austin D’Amond – trummor (2011–2014, 2017)
- Matt DeVries – rytmgitarr (2001–2011, 2017)
- Jim LaMarca – basgitarr (2000–2010, 2017)
- Chris Spicuzza – keyboard, synthesizer, bakgrundssång (2000–2011, 2017)

Tidigare medlemmar
- Emil Werstler – rytmgitarr (2009), basgitarr (2010–2011), sologitarr (2012–2014)
- Matt Szlachta – rytmgitarr (2012–2014)
- Jason Genaro – trummor (1998)
- Andrew Ermlick – basgitarr (1998–1999)
- Jason Hager – sologitarr (1998–1999), rytmgitarr (1999–2001)
- Rob Lesniak – basgitarr (1999–2000)
- Andols Herrick – trummor (1999–2003, 2006–2011)
- Sean Zatorsky – keyboard, synthesizer, bakgrundssång (2011–2014)
- Jeremy Creamer – basgitarr (2012–2014)
- Richard Evensand – trummor (2003–2004)
- Kevin Talley – trummor (2004–2006)
- Ben Schigel – trummor (2011)

## Diskografi
Studioalbum
- Pass Out of Existence (2001)
- The Impossibility of Reason (2003)
- Chimaira (2005)
- Resurrection (2007)
- The Infection (2009)
- The Age of Hell (2011)
- Crown of Phantoms (2013)

EP
- Chimaira (1999)
- This Present Darkness (2000)
- The Age of Remix Hell (2011)

Singlar
- "Down Again" (2003)
- "Eyes of a Criminal" (2005)
- "Nothing Remains" (2005)
- "Resurrection" (2007)
- "Secrets of the Dead" (2009)
- "Wild Thing" (2011)
- "Trigger Finger" (2011)
- "Born in Blood" (2011)
- "The Age of Hell" (2011)
- "All That's Left Is Blood" (2013)
- "No Mercy" (2013)

Video
- The Dehumanizing Process (2004) (DVD)
- Nothing Remains (2005) (DVD)
- Coming Alive (2010) (2DVD+CD)

Annat
- Roadrunner Roadrage (2003) (delad album: Chimaira / Ill Niño / Spineshank)